# Willy Braekman
Willy Louis Braekman (Sint-Lievens-Houtem, 4 oktober 1931 - Gent, 1 februari 2006) was een Belgisch hoogleraar en volkskundige.

## Levensloop
Van jongs af trok Braekman, onder de leiding van zijn vader die onderwijzer en lokaal historicus was, naar de archiefdepots en de universiteitsbibliotheek in Gent en bekwaamde zich in het ontcijferen van oud handschrift. 
Hij promoveerde aan de Gentse universiteit tot licentiaat in de Germaanse filologie. Hij werd in 1963 assistent in de faculteit wijsbegeerte en letteren en promoveerde in 1967 tot doctor in de filologie. In 1969 werd hij benoemd tot docent aan de Universitaire Faculteiten Sint-Aloysius, later Katholieke Universiteit Brussel gedoopt, waar hij uiteindelijk gewoon hoogleraar zou worden. Hij doceerde er Engelse literatuur, tot aan zijn emeritaat in 1992.
Naast zijn professionele loopbaan, doorliep Braekman er een tweede als volkskundige. 
Zijn twee werken gewijd aan Middelnederlandse geneeskundige recepten & traktaten, zegeningen en toverformules werden bekroond door de Vlaamse Academie voor Taal- en Letterkunde.  Daarnaast deed hij talrijke tekstuitgaven in de door hem gecreëerde reeks Scripta, Mediaeval and Renaissance Texts and Studies en in tal van tijdschriften, waaronder Volkskunde. Het betrof teksten over zeer uiteenlopende onderwerpen: visserij, jacht, vechtsport, tuinaanleg, plantkunde, kookkunst, wijnkunde, muziek, alchemie, edelsmeedkunst, miniatuur- en schilderkunst, lithografie, lederbereiding, ververij, veeartsenij, chirurgie en geneeskunde. Hij verdiepte zich tevens in de publicaties die deze onderwerpen behandelden.
In het kielzog van Jozef van Haver die publiceerde over bezwerings- of incantatieformules in het Nederlands, zoals hij die vond in boeken en tijdschriften, ging Braekman gedurende meer dan dertig jaar op zoek naar hetzelfde soort formules in archieven en handschriften. Dit leverde een rijke oogst op die hij in een eveneens door de Academie bekroond werk publiceerde.
Daarnaast publiceerde hij in talrijke publicaties kortere artikels over magie en aanverwante onderwerpen.
Hij was ook actief bij het heruitgeven in facsimile, met wetenschappelijke commentaren,² van zestiende-eeuwse volksboeken, (romans, raadselboekjes, informatieve werkjes). Hij wijdde artikels aan devotieprenten en leverde talrijke bijdragen over volksliederen en meer bepaald marktliederen.
De volkskundige A. K. L. Thijs schreef over hem: De rijkdom en de veelzijdigheid van de intellectuele nalatenschap van Willy Braekman zijn verbluffend. Het door hem nauwgezet verzamelde materiaal en de door hem nieuw aangebrachte cultuurhistorische inzichten zullen nog in lengte van jaren stof leveren voor de beoefenaren van de historische volkskunde.

## Eerbetoon
- Huldealbum Willy Braekman, 1992.
- Hij was lid van de Koninklijke Belgische Commissie voor Volkskunde.
- Hij ontving prijzen en erkenningen:
  - prijs Cultuurgeschiedenis van de Koninklijke Vlaamse Academie voor Taal- en Letterkunde (1969);
  - prijs Leonard Willems (1981);
  - provinciale prijs Oost-Vlaanderen voor volkskunde (1994);
  - prijs Olbrechts (1996).

## Publicaties
- Middelnederlandse zegeningen, bezweringsformulieren en toverplanten, 1963.
- Middelnederlandse geneeskundige recepten,  1970.
- Medische en technische Middelnederlandse recepten, 1975.
- Een Nederlands raadselboek uit de zestiende eeuw, Brussel, 1985.
- Brugse raadsels uit de zestiende eeuw, in: Volkskunde, 1986.
- De ‘amoureusche raetselen’ in De arte amandi oft De Conste der Minnen, in: Jaarboek De Fonteine, 1985-1986.
- Dat batement van recepten, 1990.
- Hier heb ik weer wat nieuws in d'hand, Markliederen, rolzangers en volkse poëzie van weleer, 1990.
- Spel en kwel in vroeger tijd, 1992.
- Middeleeuwse witte en zwarte magie in het Nederlands taalgebied. Gecommentarieerd compendium van incantamenta tot einde 16de eeuw, 1997.
- Driekoningenavond, in: Volkskunde, 1997.
- Westvlaams bidprentje...voor een vogel!, in: Biekorf, 1997.
- Corneel Boerman, een automatenbouwer in Ieper in de zestiende eeuw, in: Biekorf, 1997.
- De kapittelschool van de O. L. Vrouwkerk te Brugge in 1694, in: Biekorf, 1998.
- Gelegenheidsliederen op het feest van de Brugse chirurgijns (einde 18e eeuw), in: Biekorf, 1998.
- Het woord en het gerecht 'Lutsepoepe', in: Ghendtsche Tydinghen, 1999.
- Amoureuze verzen van een pastoor van St. Waqlburga te Brugge, in: Biekorf, 1999.
- Zeven moordliederen uit West-Vlaanderen, in: Biekorf 2000.
- De onstichtelijkehistorie van Cornelia Arents uit Damme, in: Biekorf, 2001.
- Zonderlinge praktijken met hosties in Alveringem, in: Biekorf, 2001.
- 17de-eeuwse Brugse liederen uit het Brugse klooster Sion, in: Biekorf, 2002.
- Jenne Mignot, een 'toovernesse' uit Neerwaasten doodgemarteld, in: Biekorf, 2002.
- Liedeken op de Brugse Vastenavondzotten, in: Biekorf, 2003.
- Vrouwen hergieten in Kortrijk. Een marktlied (1812), in: Biekorf, 2003.
- Peirde-sneijjers inb West-Vlaanderen (1760), in: Biekorf, 2003.
- Straf voor korendieven in Niepkerke (1621), in: Biekorf, 2003.
- Pestmeester te Brugge 1566), in: Biekorf, 2003.
- Bijdrage tot de studie van het raadsel: gedrukte raadselboekjes, (aanvulling op Renaat van der Lindens Grootmoeders Raadselboek) in: Volkskunde, 2004.
- Jacobus van der Schueren en zijn gedicht over Joos De Puyt uit Wevelgem, in: Biekorf, 2004.
- Een marktlied over de avontuurlijke Oostendse gebroeders Degraeve, in: Biekorf, 2004.
- Echo's van kalendergebruiken, in: Biekorf, 2004.
- Kwakzalver en valsmunter in Rumbeke, in: Biekorf, 2004.
- Loflied uit 1786 op het Brugse blekersambacht, in: Biekorf, 2005.
- Sebastiaan Laureijns, aflezer in Kaprijke (1602-1607), in: Biekorf, 2005.
- Recept voor Brugse soep, in: Biekorf, 2005.
- Prent van de 'Broederschap om wel te sterven' in de Onze-Lieve-Vrouwekerk in Brugge, in: Biekorf, 2006.
- Feest op Sint-Elooisdag in Frans Vlaanderen (1604), in: Biekorf, 2006.
- Belezer uit Hulst actief in WXest-Vlaanderen, in: Biekorf, 2006.
- Maryn Leducq, belezer in Oedelem, in: Biekorf, 2006.
- Vrouwen straffen verleider af in Zevekote, in: Biekorf, 2006.

## Wetenschappelijke heruitgaven
- Int paradijs van Venus, 1981.
- Die historie van Peeter van Provencen, 1982.
- Dat bedroch der vrouwen, 1983.
- Vanden leven ende voerganc des alder boesten ende quaetsten Antekerst, 1984.
- De verloren Sone', 1985.
- Een Antwerps kookboek voor Leckertonghen, 1995.
- Het Manuaal van Peeter Verhasselt, pastoor van Mazenzele 1538-1557, (samen met Flor De Smedt, E. Cockx-indestege, Fr. Van der Jeught), 2000.

## Privé
Willy Braekman was een zoon van Georges Braekman en Suzanne De Schaepmeester.
Hij trouwde in 1961 met Andrée Marie-Rose Devolder. Ze kregen een zoon en een dochter.